# Dekanat jakucki
Dekanat jakucki (ros. Якутский Деканат) – rzymskokatolicki dekanat diecezji Świętego Józefa w Irkucku, w Rosji. W jego skład wchodzą 2 parafie.
Dekanat obejmuje Jakucję.

## Parafie dekanatu jakuckiego
- Ałdan – parafia św. Mikołaja
- Jakuck – parafia Chrystusa Słońca Prawdy